# Aleksandr Medvedkin
Aleksandr Ivànovitx Medvedkin, rus: Александр Иванович Медве́дкин (3 de març [C.J. 19 de febrer] de 1900, Penza - 19 de febrer de 1989, Moscou) fou un director soviètic de llargmetratges i documentals, guionista, organitzador de cinema-trens i equips de cinema de primera línia. Artista del Poble de l'URSS (1979). Guanyador del Premi Estatal de l'URSS (1974).